# Didymium
Didymium is een geslacht van slijmzwammen (Myxomycetes) in de familie Didymiaceae. De typesoort is Didymium melanospermum. Het geslacht werd voor het eerst wetenschappelijk geldig gepubliceerd door Heinrich Adolf Schrader in 1797.

## Kenmerken
De stervormige kalksteenkristallen bevinden zich op het peridium. De vruchtlichamen kunnen worden gevormd als sporocarpen of als plasmodiocarpen. De peridia zijn membraanachtig dun, zelden kraakbeenachtig. Op het oppervlak bevinden zich meestal min of meer stervormige kalkkristallen. Deze zijn losjes verdeeld of vormen een samenhangende, eierschaalachtige laag
Het capillitium bestaat uit vertakte of net verbonden vezels. Ze zijn meestal kalkvrij en hebben donkere nodulaire, trechtervormige of ruitvormige verdikkingen. Soms hebben ze spiraalvormige richels. Pseudocolumella kan voorkomen in gesteelde sporocarpen. Het is plaat- of kussenvormig en bestaat uit een kalkhoudende verdikking van het basale peridium. Dit doet vaak alsof de punt van de steel breder wordt.
De sporen zijn in donkerbruin tot zwart in bulk.

## Geslachtsomgerenzing
Het geslacht Diderma is nauw verwant. Het verschilt alleen in de amorfe kalksteen van peridia, terwijl die van Didymium een kristallijne structuur heeft. In sommige collecties zijn kalksteenkenmerken vergelijkbaar met die van Didymium echter ook terug te vinden in Diderma.

## Foto's

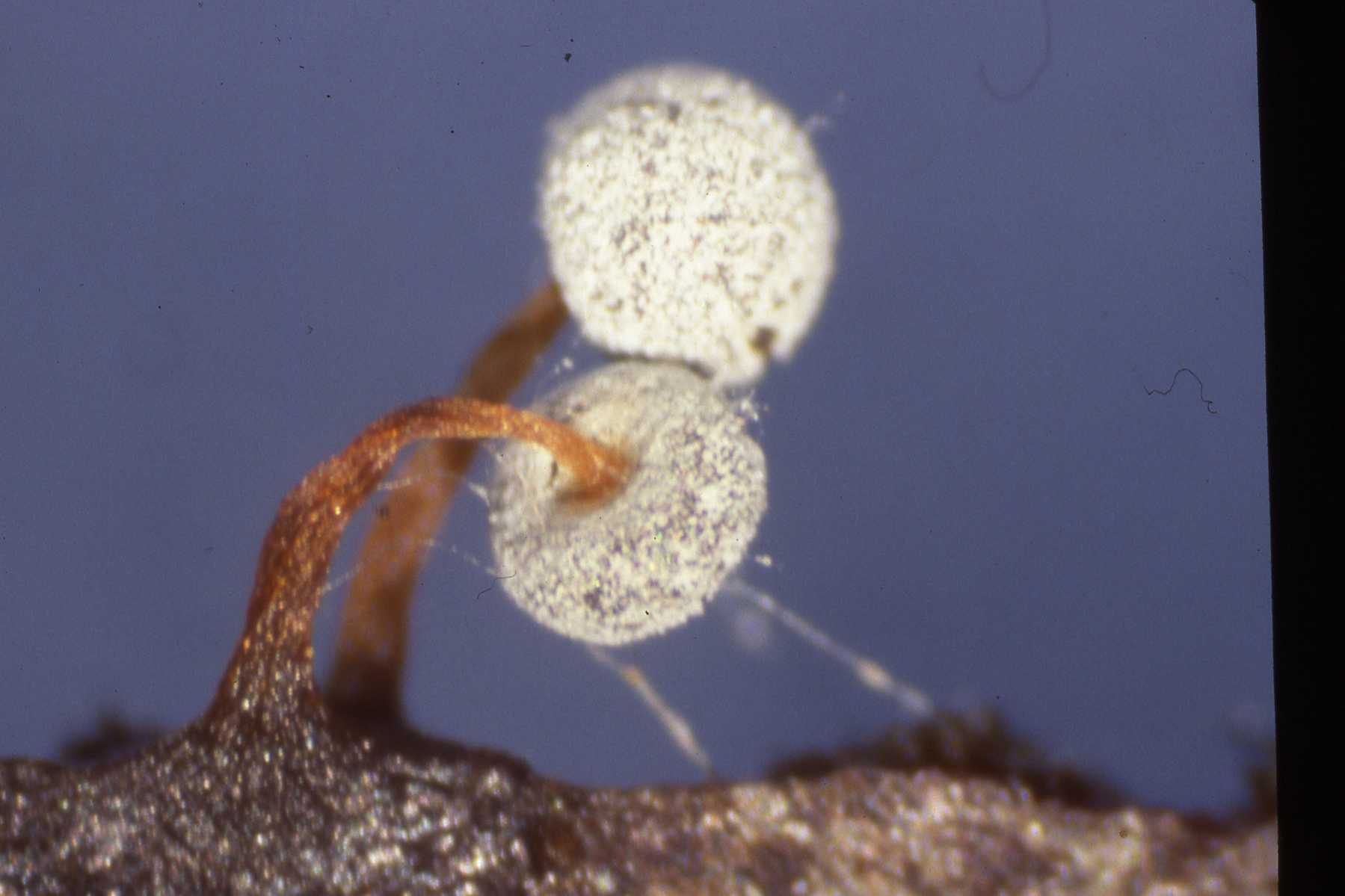
Didymium bahiense
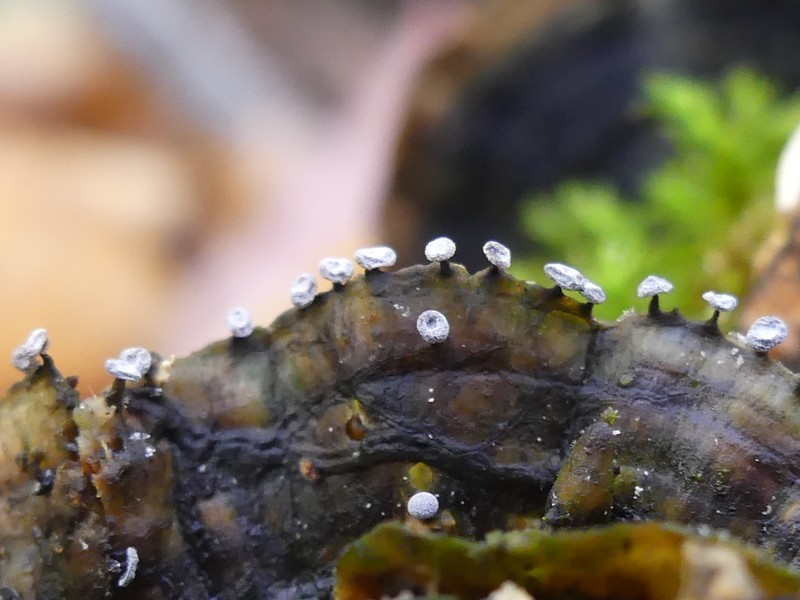
Didymium clavus
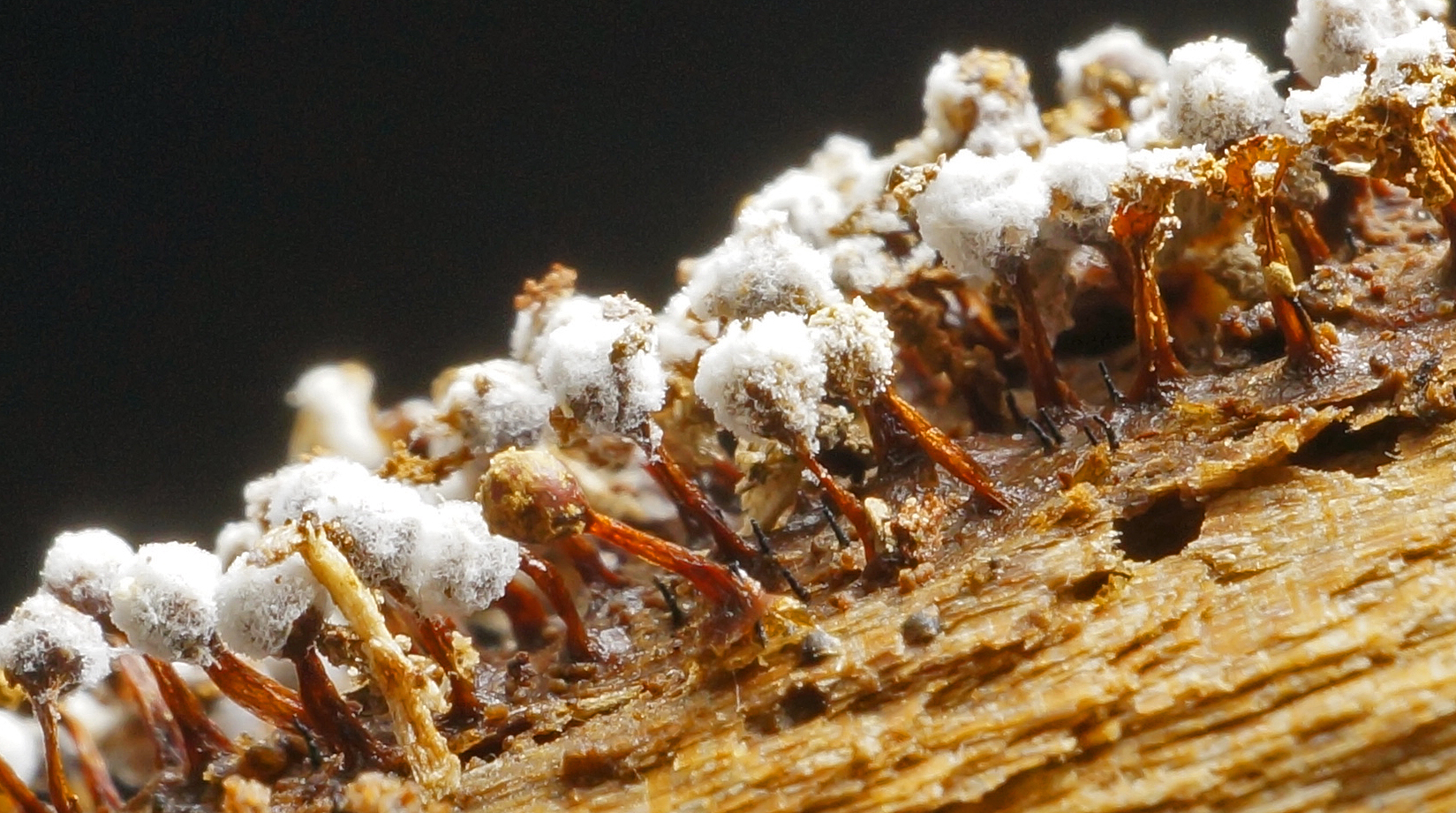
Didymium iridis
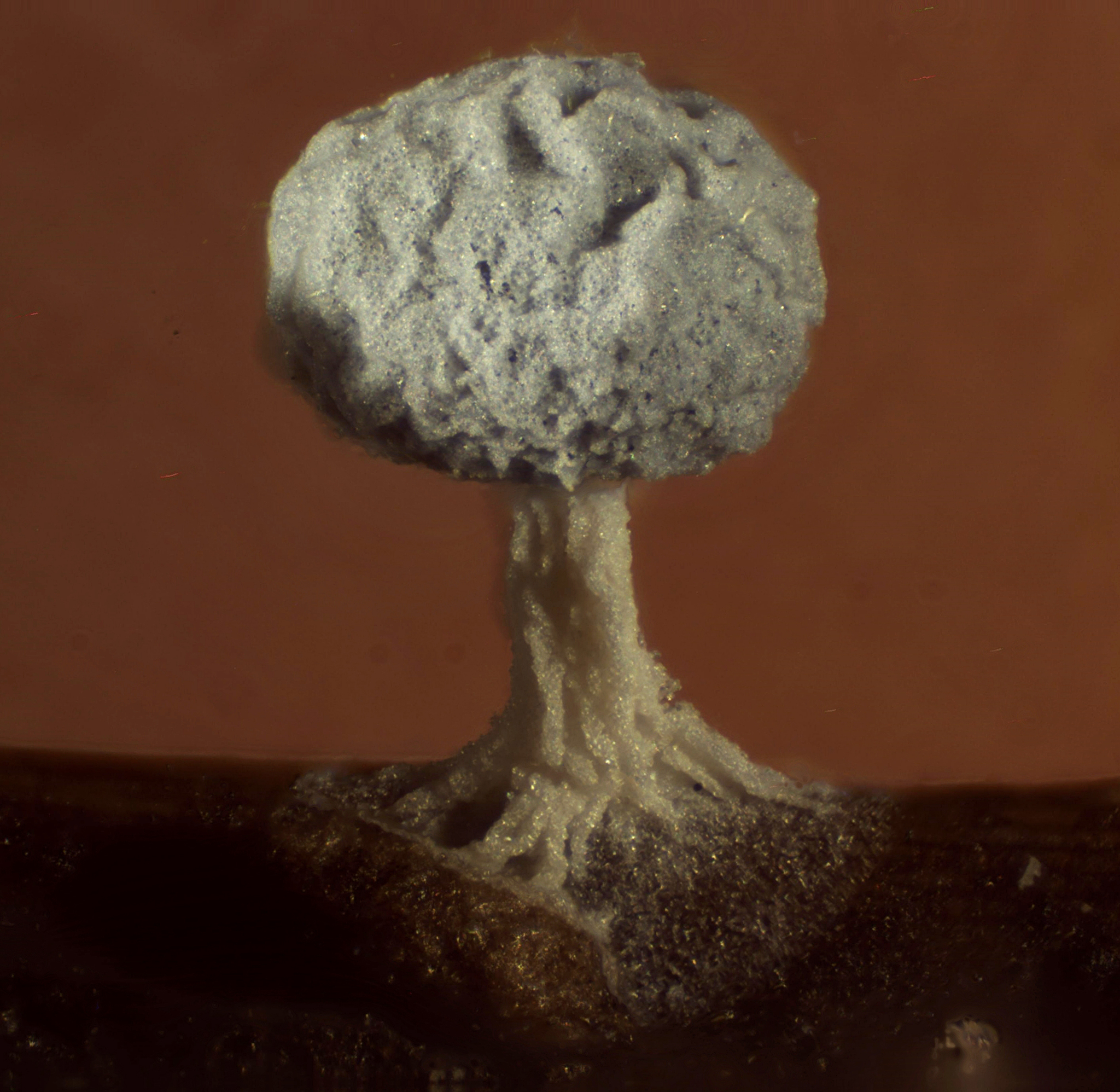
Didymium karstensii
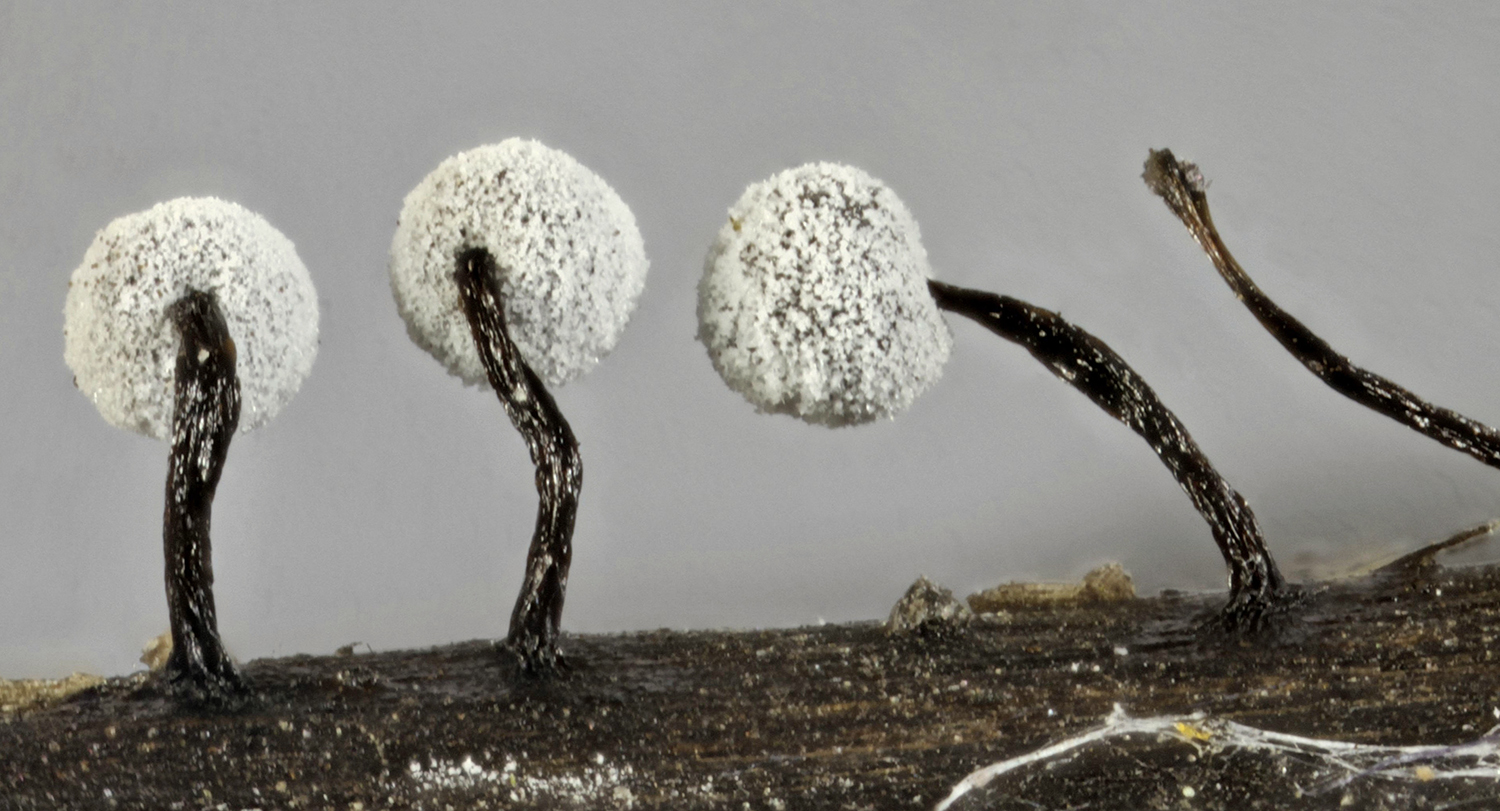
Didymium megalosporum
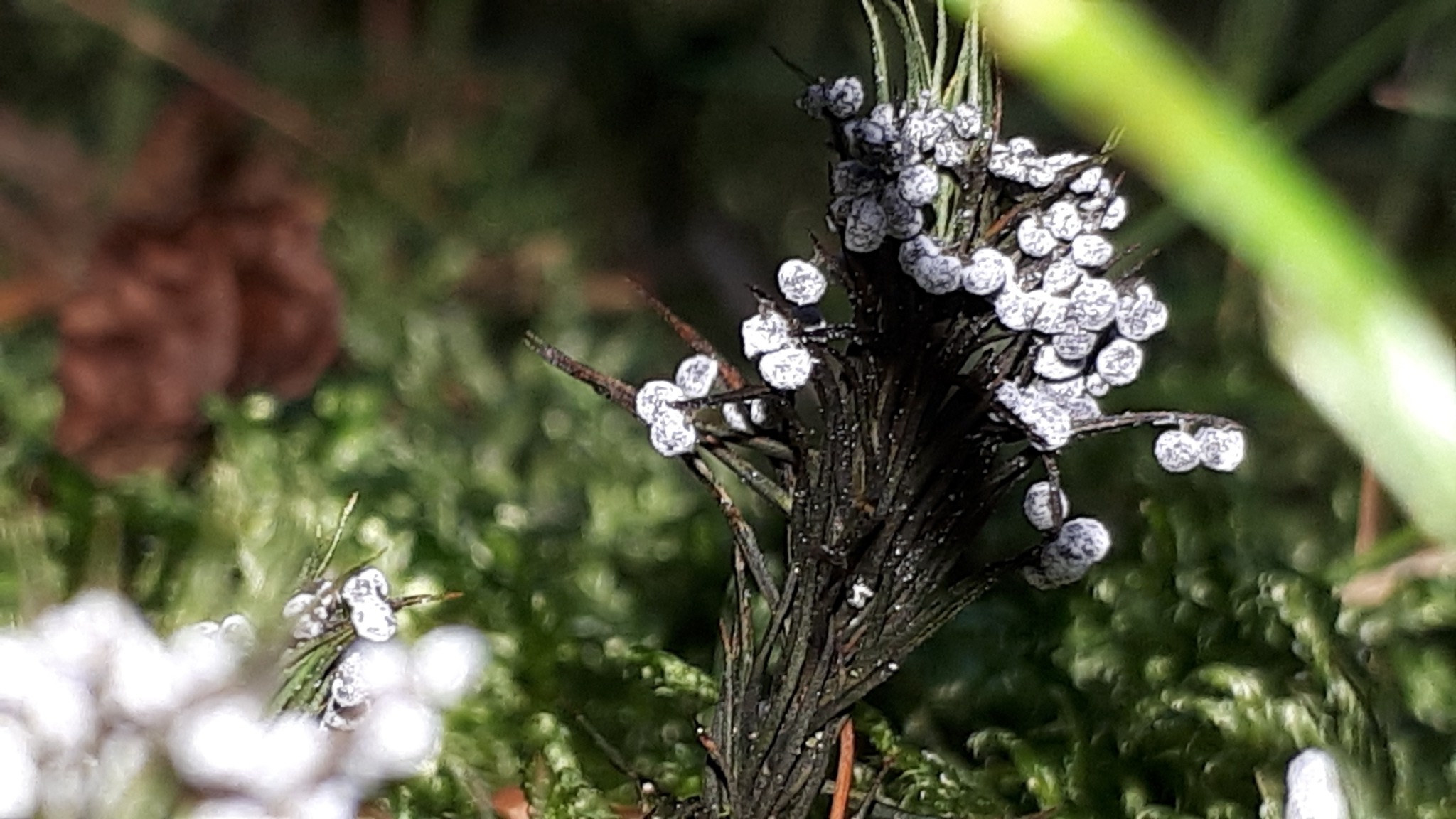
Didymium melanospermum
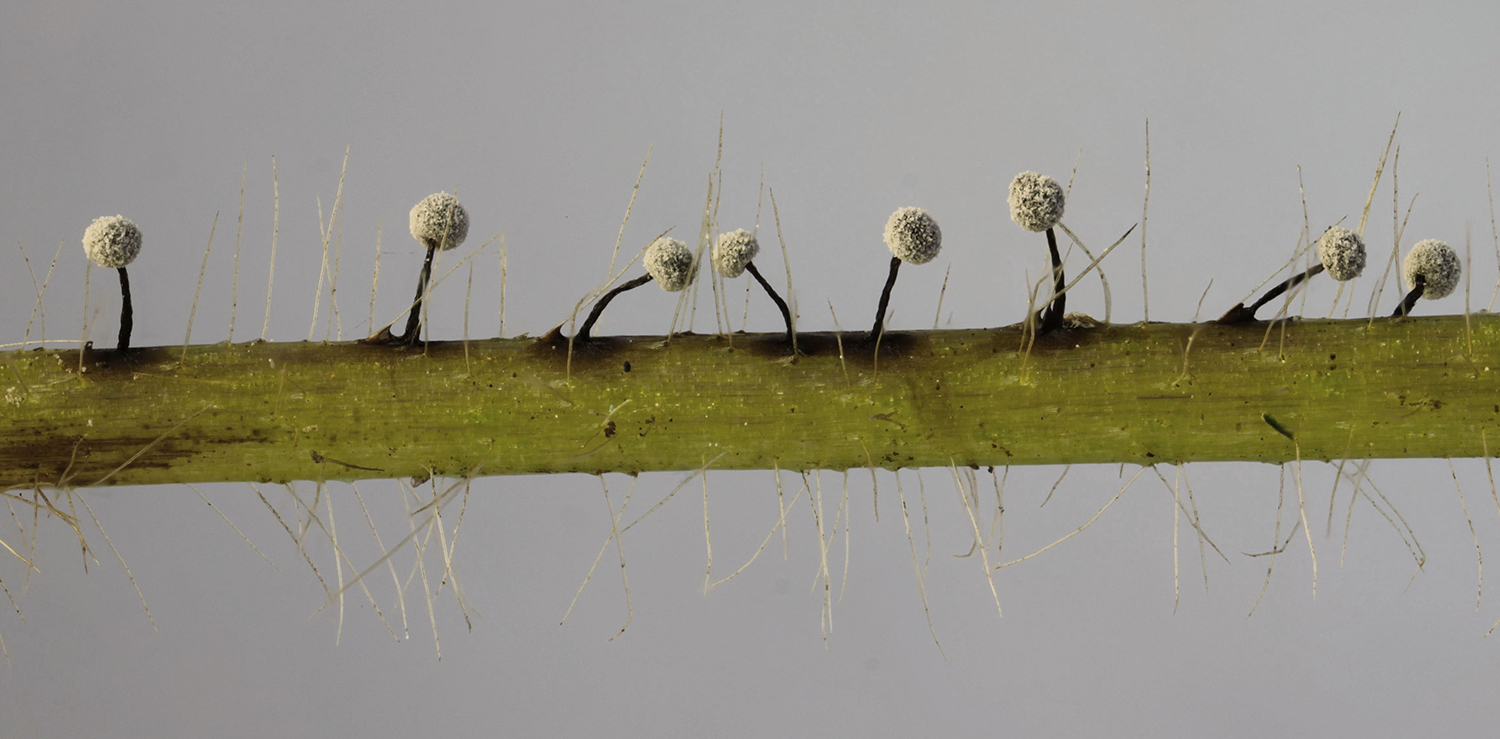
Didymia nigripes
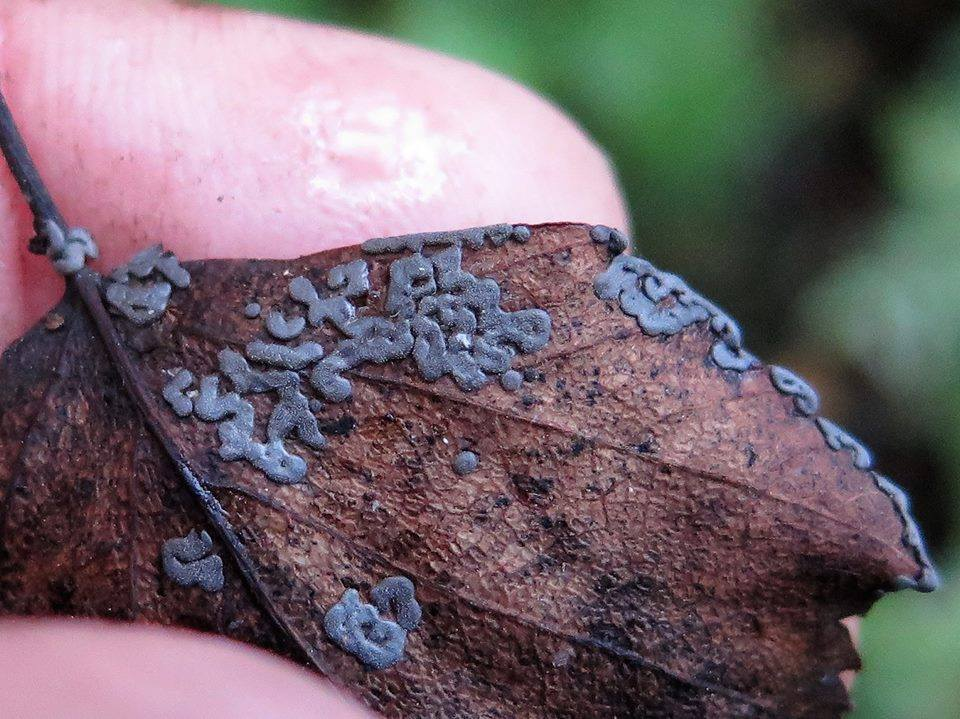
Didymium serpula
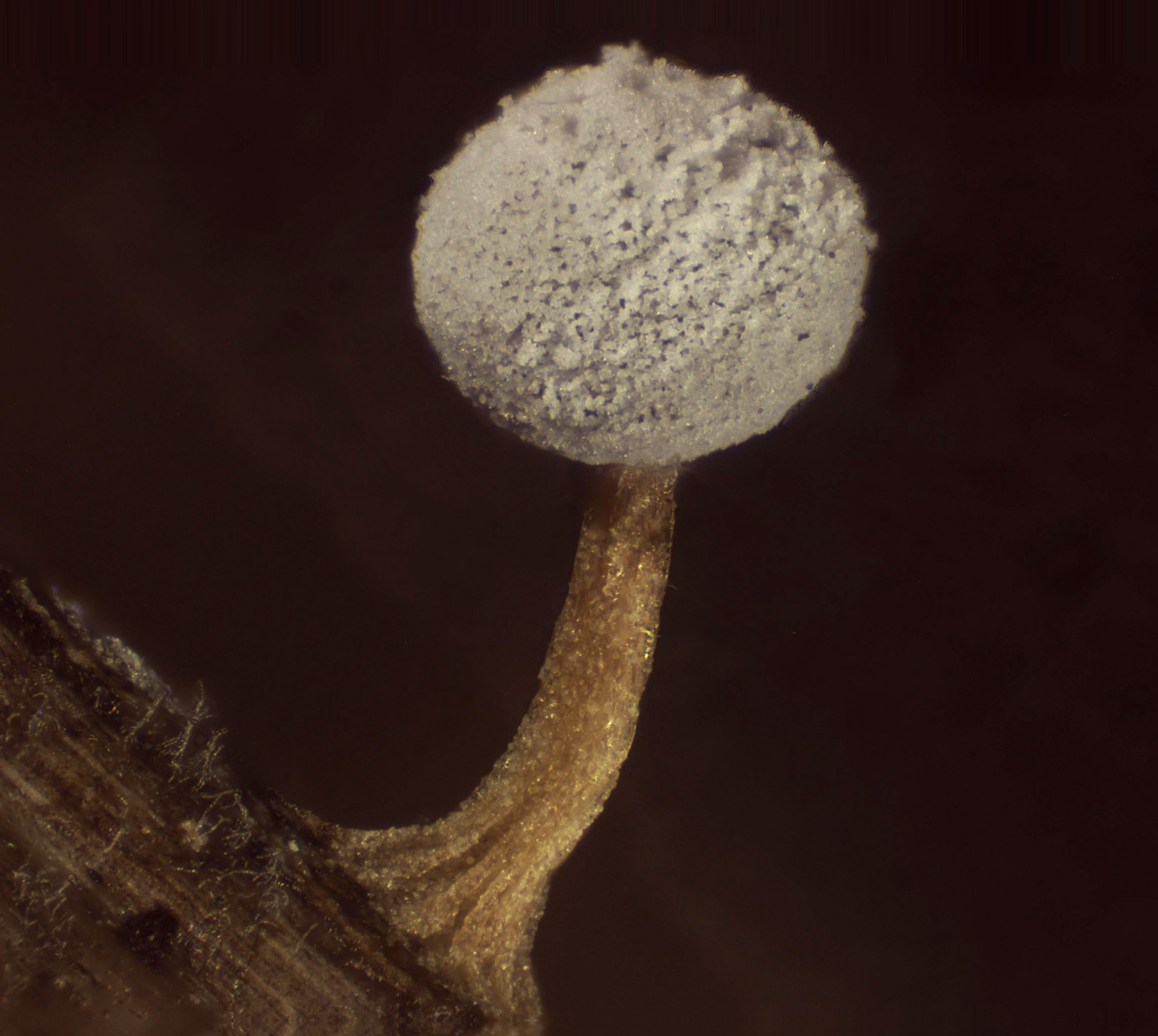
Didymium simlense
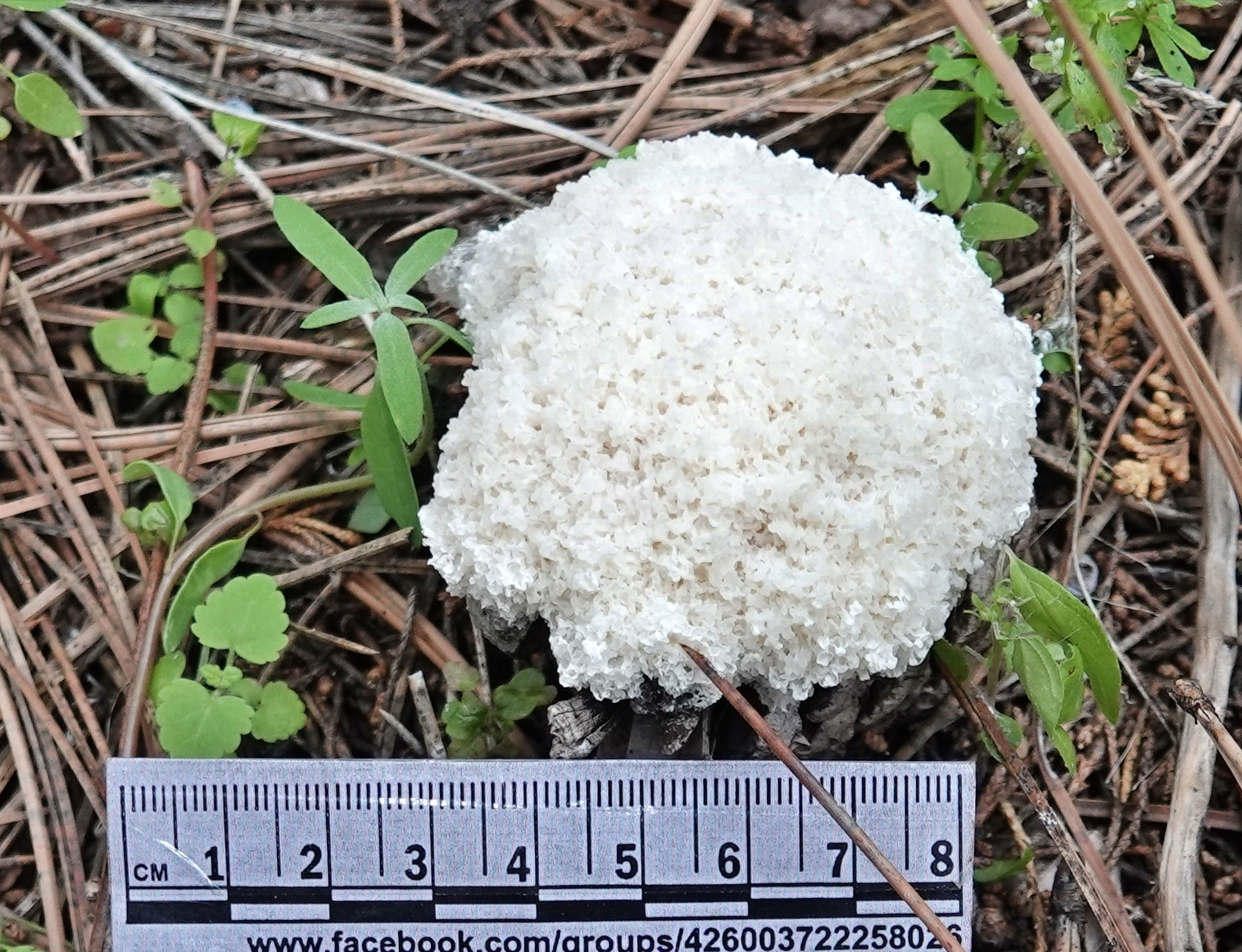
Didymium spongiosum
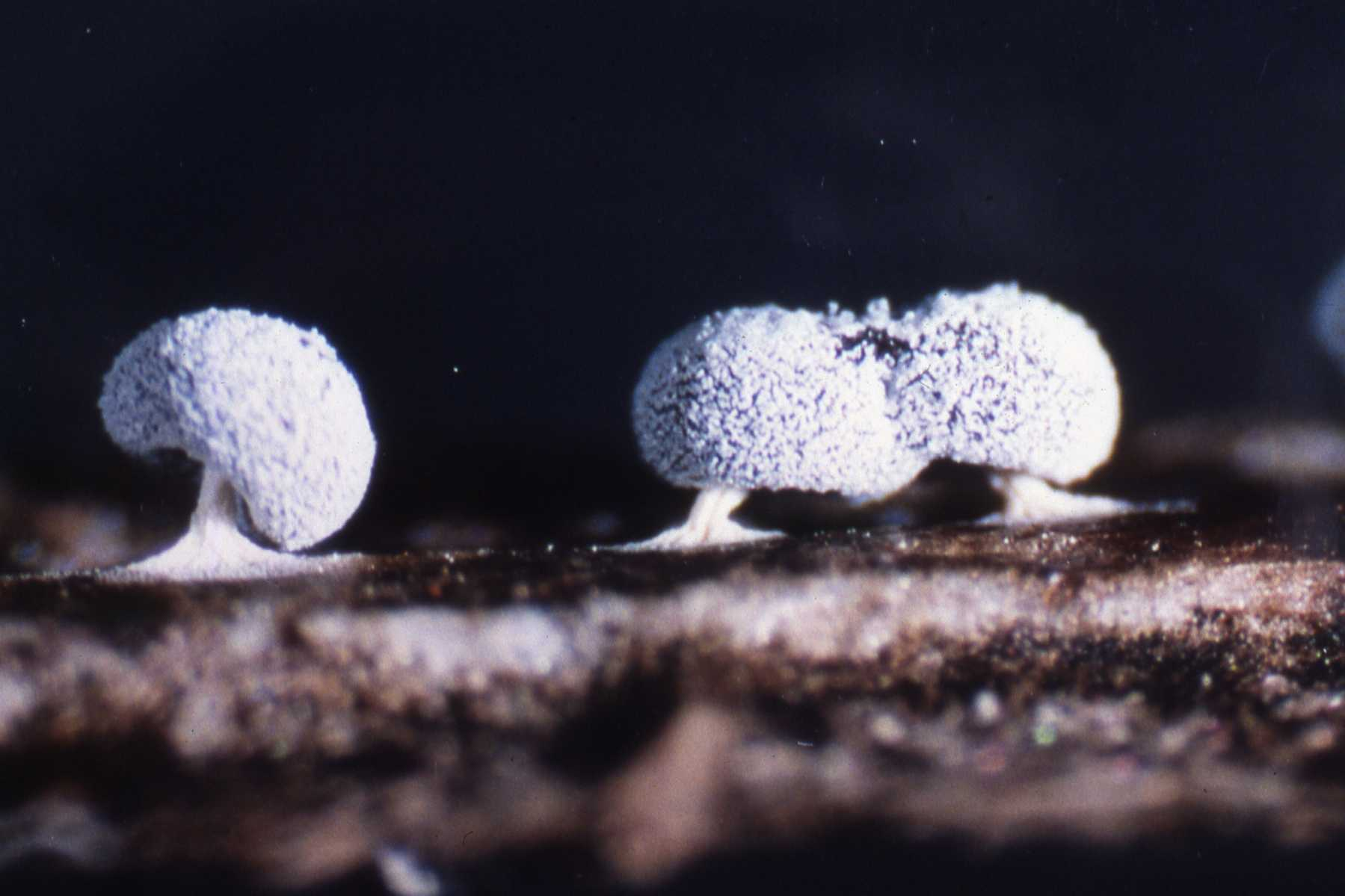
Didymium squamulosum

## Soorten
Volgens Index Fungorum bevat het geslacht 77 soorten (peildatum juni 2023):
| Soortnaam                                         | Auteur(s)                                     | Publicatiejaar |
| ------------------------------------------------- | --------------------------------------------- | -------------- |
| Didymium aggregatum                               | G. Moreno & M. Lizárraga                      | 2017           |
| Didymium anellus (Ringvormig kristalkopje)        | Morgan                                        | 1894           |
| Didymium angularisporum                           | J. Matsumoto                                  | 1999           |
| Didymium annulisporum (Ringspoorkristalkopje)     | H.W. Keller & Schokn.                         | 1989           |
| Didymium applanatum                               | Nann.-Bremek.                                 | 1971           |
| Didymium aquatile                                 | Gottsb. & Nann.-Bremek.                       | 1971           |
| Didymium atrichum                                 | Henney & Alexop.                              | 1980           |
| Didymium azorellae                                | D. Wrigley, Lado & Estrada                    | 2018           |
| Didymium bahiense (Spitsstelig kristalkopje)      | Gottsb.                                       | 1968           |
| Didymium balearicum                               | Ing                                           | 2000           |
| Didymium canariense                               | Ing                                           | 2000           |
| Didymium circumscissile                           | K.D. Whitney & L.S. Olive                     | 1983           |
| Didymium clavodecus (Sierspoorkristalkopje)       | K.D. Whitney                                  | 1980           |
| Didymium clavus (Spijkerkristalkopje)             | (Alb. & Schwein.) Rabenh.                     | 1844           |
| Didymium columella-cavum                          | Hochg., Gottsb. & Nann.-Bremek.               | 1989           |
| Didymium comatum (Spiraaldradig kristalkopje)     | (Lister) Nann.-Bremek.                        | 1966           |
| Didymium congestum                                | Berk. & Broome                                | 1850           |
| Didymium corticola                                | Kuhnt                                         | 2019           |
| Didymium crassicolle                              | Ing                                           | 1982           |
| Didymium crustaceum                               | Fr.                                           | 1829           |
| Didymium delhianum                                | T.N. Lakh. & Mukerji                          | 1979           |
| Didymium dictyopodium                             | Nann.-Bremek. & Y. Yamam.                     | 1986           |
| Didymium difforme (Glad kristalkopje)             | (Pers.) Gray                                  | 1821           |
| Didymium disciforme                               | Kowalski & T.N. Lakh.                         | 1973           |
| Didymium dubium (Netvormig kristalkopje)          | Rostaf.                                       | 1875           |
| Didymium elegantissimum                           | Massee                                        | 1892           |
| Didymium eremophilum                              | M. Blackw. & Gilb.                            | 1980           |
| Didymium eximium (Okersteelkristalkopje)          | Peck                                          | 1878           |
| Didymium floccoides (Mozaïekkristalkopje)         | Nann.-Bremek. & Y. Yamam.                     | 1987           |
| Didymium fuckelianum                              | Rostaf.                                       | 1874           |
| Didymium haretianum                               | T.N. Lakh. & Mukerji                          | 1979           |
| Didymium ilicinum                                 | Ing                                           | 2020           |
| Didymium inconspicuum                             | Nann.-Bremek. & D.W. Mitch.                   | 1989           |
| Didymium iridis                                   | (Ditmar) Fr.                                  | 1829           |
| Didymium karstensii (Dubbelwandig kristalkopje)   | Nann.-Bremek.                                 | 1964           |
| Didymium laccatipes                               | J. Matsumoto                                  | 1999           |
| Didymium laxifilum                                | G. Lister & J. Ross                           | 1943           |
| Didymium lenticulare                              | K.S. Thind & T.N. Lakh.                       | 1969           |
| Didymium listeri                                  | Massee                                        | 1892           |
| Didymium macrospermum                             | Rostaf.                                       | 1875           |
| Didymium marineri                                 | G. Moreno, Illana & Heykoop                   | 1989           |
| Didymium martinii                                 | (T.N. Lakh.) H. Neubert, Nowotny & K. Baumann | 1995           |
| Didymium megalosporum (Oranjestelig kristalkopje) | Berk. & M.A. Curtis                           | 1873           |
| Didymium melanospermum (Vlekkig kristalkopje)     | (Pers.) T. Macbr.                             | 1899           |
| Didymium mexicanum                                | G. Moreno, Lizárraga & Illana                 | 1996           |
| Didymium minus (Kleinvlekkig kristalkopje)        | (Lister) Morgan                               | 1894           |
| Didymium muscorum (Grijsbruin kristalkopje)       | T.N. Lakh. & Mukerji                          | 1976           |
| Didymium nigripes (Zwartstelig kristalkopje)      | (Link) Fr.                                    | 1829           |
| Didymium nigrisporum                              | Nann.-Bremek., Mukerji & Pasricha             | 1984           |
| Didymium nivicola                                 | Meyl.                                         | 1929           |
| Didymium nullifilum                               | (Kowalski) M.L. Farr                          | 1982           |
| Didymium ochroideum (Tweekleurig kristalkopje)    | G. Lister                                     | 1931           |
| Didymium orthonemata                              | H.W. Keller & T.E. Brooks                     | 1973           |
| Didymium ovoideum (Eivormig kristalkopje)         | Nann.-Bremek.                                 | 1958           |
| Didymium perforatum                               | Yamash.                                       | 1936           |
| Didymium pertusum (Spikkelstelig kristalkopje)    | Berk.                                         | 1836           |
| Didymium peruvianum                               | Lado, D. Wrigley & S.L. Stephenson            | 2016           |
| Didymium projectile (Trechterdraadkristalkopje)   | T.N. Lakh. & Mukerji                          | 1979           |
| Didymium pseudocolumellum                         | H.Z. Li, Yu Li & Q. Wang                      | 1996           |
| Didymium pseudonivicola                           | Janik, A. Ronikier & Lado                     | 2021           |
| Didymium radiaticolumellum                        | F. Bellido, G. Moreno, M. Meyer & J.F. Moreno | 2017           |
| Didymium rubeopus                                 | G. Moreno, A. Castillo & Illana               | 1996           |
| Didymium rugulosporum                             | Kowalski                                      | 1969           |
| Didymium saturnus                                 | H.W. Keller                                   | 1970           |
| Didymium serpula (Blazig kristalkopje)            | Fr.                                           | 1829           |
| Didymium simlense                                 | T.N. Lakh. & Mukerji                          | 1979           |
| Didymium squamulosum (Variabel kristalkopje)      | (Alb. & Schwein.) Fr. & Palmquist             | 1818           |
| Didymium sturgisii                                | Hagelst.                                      | 1937           |
| Didymium subreticulosporum                        | Oltra, G. Moreno & Illana                     | 1996           |
| Didymium synsporon                                | H.W. Keller & T.E. Brooks                     | 1973           |
| Didymium trachysporum (Grofsporig kristalkopje)   | G. Lister                                     | 1922           |
| Didymium tubicrystallinum                         | Nann.-Bremek. & R.L. Critchf.                 | 1988           |
| Didymium tubulatum                                | E. Jahn                                       | 1919           |
| Didymium tussilaginis                             | (Berk. & Broome) Massee                       | 1892           |
| Didymium vaccinum (Napvormig kristalkopje)        | (Durieu & Mont.) Buchet                       | 1920           |
| Didymium verrucisporum                            | A.L. Welden                                   | 1954           |
| Didymium yulii                                    | S.Y. Liu & F.Y. Zhao                          | 2021           |